# Tokyo (stație de metrou)
Tokyo este o stație proiectată de metrou din București. Se va afla în Sectorul 1, între DN1 și Complexul Comercial Băneasa. Termenul estimat de punere în funcțiune era a doua jumătate a anului 2021.
În februarie 2023 lucrările de construcție a stației încă nu începuseră.